# ۱ ارابه‌ران
۱ ارابه‌ران یک ستاره است که در صورت فلکی برساوش قرار دارد.